# قرار مجلس الأمن التابع للأمم المتحدة رقم 795
قرار مجلس الأمن التابع للأمم المتحدة رقم 795، المعتمد في 11 كانون الأول / ديسمبر 1992، بعد أن أعرب عن قلقه بشأن التطورات المحتملة التي يمكن أن تقوض الثقة والاستقرار في جمهورية مقدونيا اليوغوسلافية السابقة، والترحيب ببعثة منظمة الأمن والتعاون في أوروبا إلى مقدونيا، أشار المجلس إلى الفصل الثامن من ميثاق الأمم المتحدة وأذن للأمين العام بطرس بطرس غالي بنشر وجود لقوة الأمم المتحدة للحماية في المناطق الحدودية لمقدونيا.
وستقوم «القيادة المقدونية» التابعة لقوة الحماية برصد أجزاء من المناطق الحدودية مع ألبانيا وجمهورية يوغوسلافيا الاتحادية (صربيا والجبل الأسود)؛ تعزيزاً لاستقرار البلاد من خلال توفير قوة وقائية؛ والإبلاغ عن التطورات التي قد تشكل تهديدا لمقدونيا.
طلب المجلس من الأمين العام نشر الأفراد العسكريين والمدنيين والموظفين الإداريين الموصى بهم في تقريره على الفور، فور تلقي موافقة حكومة جمهورية مقدونيا، وحث على التعاون مع بعثة منظمة الأمن والتعاون في أوروبا الموجودة بالفعل. وسيقوم الأفراد العسكريون بمراقبة الحدود لضمان عدم امتداد الصراع في أجزاء أخرى من يوغوسلافيا، بينما تعمل وحدة الشرطة المدنية مع الشرطة المحلية للحفاظ على النظام وحماية حقوق الإنسان.

## روابط خارجية
- نص القرار في undocs.org